# Rhaphiptera candicans
Rhaphiptera candicans là một loài bọ cánh cứng trong họ Cerambycidae.